# Cavaglietto
Cavaglietto (piemontesisch und lombardisch Cavajet) ist eine italienische Gemeinde mit 385 Einwohnern (Stand 31. Dezember 2023) in der Provinz Novara (NO), Region Piemont.
Die Nachbargemeinden sind Barengo, Cavaglio d’Agogna, Fontaneto d’Agogna, Suno und Vaprio d’Agogna.
Das Gemeindegebiet umfasst eine Fläche von 6 km².